# Chư Răng
Chư Răng là một xã thuộc huyện Ia Pa, tỉnh Gia Lai, Việt Nam.
Xã Chư Răng có diện tích 48,74 km², dân số năm 1999 là 3.158 người, mật độ dân số đạt 65 người/km².